# العلاقات الكونغوية الناوروية
العلاقات الكونغولية الناوروية هي العلاقات الثنائية التي تجمع بين جمهورية الكونغو وناورو.

## مقارنة بين البلدين
هذه مقارنة عامة ومرجعية للدولتين:
| وجه المقارنة                                              | [[تصنيف:صفحات تستخدم رمز علم غير موجود\|]] جمهورية الكونغو | ناورو                          |
| --------------------------------------------------------- | ---------------------------------------------------------- | ------------------------------ |
| المساحة (كم2)                                             | 342.00 ألف                                                 | 21                             |
| عدد السكان (نسمة)                                         | 5.26 مليون                                                 | 10.08 ألف                      |
| الكثافة السكانية (ن./كم²)                                 | 15.38                                                      | 48.00 ألف                      |
| العاصمة                                                   | برازافيل                                                   | ضاحية يارين                    |
| اللغة الرسمية                                             | لغة فرنسية                                                 | اللغة الناورونية، لغة إنجليزية |
| العملة                                                    | فرنك وسط أفريقي                                            | دولار أسترالي                  |
| الناتج المحلي الإجمالي (بليون دولار)                      | 8.72 مليار                                                 | 113.88 مليون                   |
| الناتج المحلي الإجمالي (تعادل القوة الشرائية) بليون دولار | 29.48 مليار                                                | 162.98 مليون                   |
| الناتج المحلي الإجمالي الاسمي للفرد دولار أمريكي          | 1.85 ألف                                                   | 9.83 ألف                       |
| الناتج المحلي الإجمالي للفرد دولار أمريكي                 |                                                            |                                |
| مؤشر التنمية البشرية                                      | 0.591                                                      |                                |
| رمز المكالمات الدولي                                      | +242                                                       | +674                           |
| رمز الإنترنت                                              | .cg                                                        | .nr                            |
| المنطقة الزمنية                                           | ت ع م+01:00                                                | ت ع م+12:00                    |

## منظمات دولية مشتركة
يشترك البلدان في عضوية مجموعة من المنظمات الدولية، منها:
| علم المنظمة | اسم المنظمة                                 | تاريخ انضمام جمهورية الكونغو | تاريخ انضمام ناورو |
| ----------- | ------------------------------------------- | ---------------------------- | ------------------ |
|             | يونسكو                                      | 24 أكتوبر 1960               | 17 أكتوبر 1996     |
|             | منظمة الشرطة الجنائية الدولية               | ?                            | ?                  |
|             | الأمم المتحدة                               | 20 سبتمبر 1960               | 14 سبتمبر 1999     |
|             | منظمة حظر الأسلحة الكيميائية                | ?                            | ?                  |
|             | مجموعة دول أفريقيا والكاريبي والمحيط الهادئ | ?                            | ?                  |